# Eleccions legislatives turques de 1965

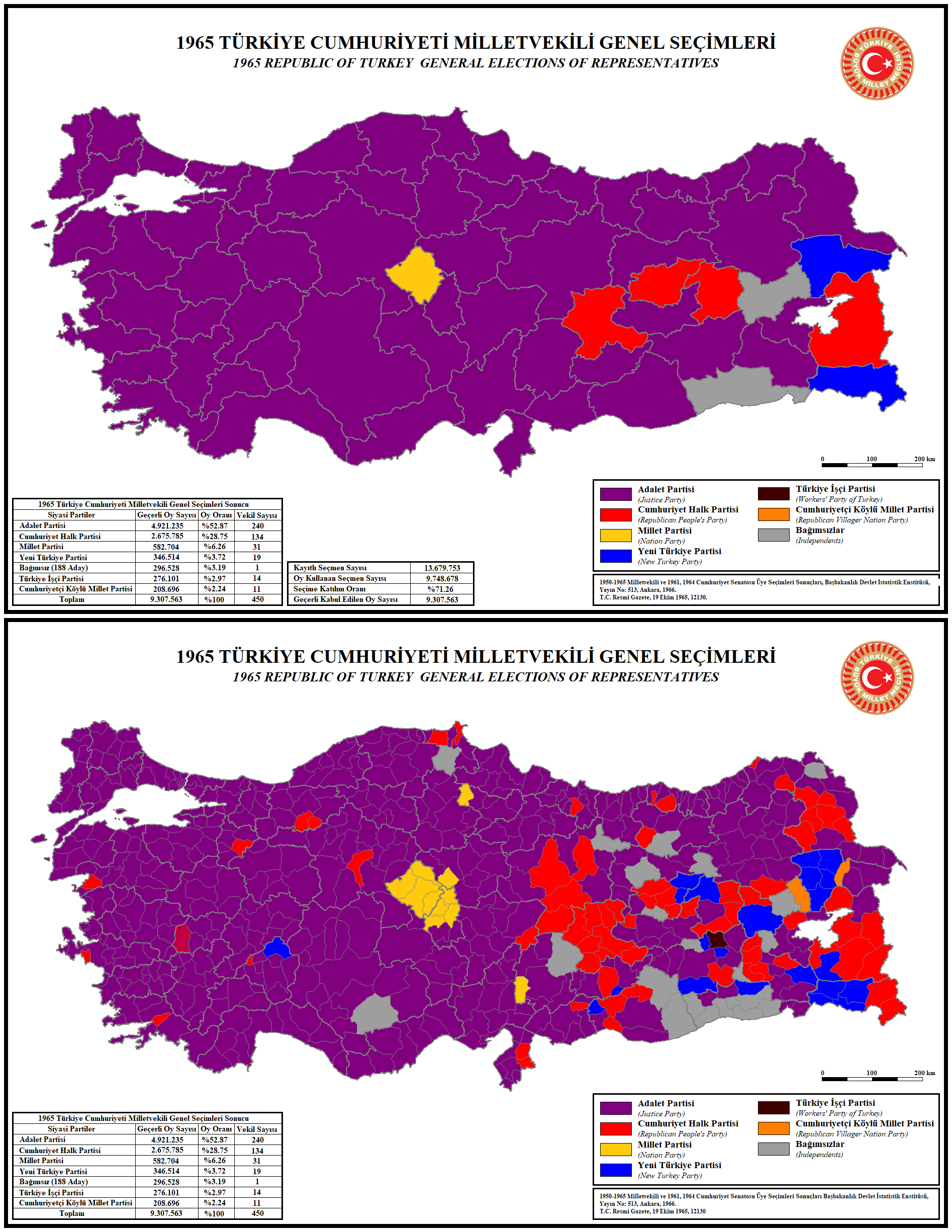

Les eleccions legislatives turques de 1965 se celebraren el 10 d'octubre de 1965 per a escollit els 450 diputats de la Gran Assemblea Nacional de Turquia. El Partit de la Justícia va guanyar amb majoria absoluta, i el seu cap Süleyman Demirel continuà com a primer ministre de Turquia.

## Resultats
Resultats de les eleccions a l'Assemblea de Turquia de 10 d'octubre de 1965.
| Partits                                                                         | Vots       | Vots   | Vots | Escons | Escons |
| Partits                                                                         | No.        | %      | +− % | No.    | +−     |
| ------------------------------------------------------------------------------- | ---------- | ------ | ---- | ------ | ------ |
| Partit de la Justícia (Adalet Partisi)                                          | 4.921.235  | 52,87  |      | 240    |        |
| Partit Republicà del Poble (Cumhuriyet Halk Partisi)                            | 2.675.785  | 28,75  |      | 134    |        |
| Partit Nacional (Millet Partisi)                                                | 582.704    | 6,26   |      | 31     |        |
| Partit Nova Turquia (Yeni Türkiye Partisi)                                      | 346.614    | 3,72   |      | 19     |        |
| Partit dels Treballadors de Turquia (Türkiye İşçi Partisi)                      | 276.101    | 2,97   |      | 14     |        |
| Partit Republicà dels Camperols de la Nació (Cumhuriyetçi Köylü Millet Partisi) | 208.696    | 2,24   |      | 11     |        |
| Independents                                                                    | 298.528    | 3,19   |      | 1      |        |
| Vots vàlids                                                                     | 9.308.120  | 100.00 |      | 450    |        |
| Vots nuls                                                                       |            |        |      |        |        |
| Electorat                                                                       | 13.679.753 |        |      |        |        |
| Participació                                                                    | 71,3%      |        |      |        |        |
| - Fonts: belgenet.net Arxivat 2012-01-02 a Wayback Machine.                     |            |        |      |        |        |